# Rivière à Girard
Pour les articles homonymes, voir Girard.
La rivière à Girard coule dans les municipalités de Saint-Éloi (MRC Les Basques) et L'Isle-Verte (MRC de Rivière-du-Loup), dans la région administrative du Bas-Saint-Laurent, au Québec, au Canada.
La rivière à Girard est un affluent du littoral sud-est du fleuve Saint-Laurent à la hauteur de L'Isle-Verte.

## Géographie
La rivière à Girard prend sa source de ruisseaux agricoles situés près de la route Métayer, dans la municipalité de Saint-Éloi. Cette source est située à 6,6 km au sud-est du littoral sud-est de l'estuaire du Saint-Laurent, à 0,7 km à l'ouest de la rivière de la rivière des Trois Pistoles et à 4,1 km à l'est du centre du village de Saint-Éloi.
À partir de la route Métayer, la rivière à Girard coule en zone agricole sur 16,8 km selon les segments suivants :
- 3,8 km vers le sud-ouest dans Saint-Éloi, jusqu'à la route de la Station ;
- 2,3 km vers le sud-ouest, jusqu'au chemin du 3e rang Ouest ;
- 3,4 km vers le nord-ouest, jusqu'à la confluence du ruisseau Branche Denis qui est situé à la limite de la municipalité de L'Isle-Verte (secteur de Saint-Jean-Baptiste-de-l'Isle-Verte) ;
- 1,7 km vers le sud-ouest, jusqu'au chemin du 2e rang ;
- en traversant l'autoroute 20, jusqu'à la route de la Station ;
- 4,3 km vers l'ouest, en recueillant les eaux de la Branche Guay (venant du sud-est) de la branche Fillion (venant du nord) et de la branche de la Plaine (venant du nord), jusqu'au chemin de fer du Canadien National ;
- 0,5 km vers l'ouest en passant au nord-est du village de Saint-Jean-Baptiste-de-l'Isle-Verte, jusqu'au pont de la route 132 ;
- 0,8 km vers le nord-ouest, jusqu'à sa confluence.

La rivière à Girard se déverse du côté est de l'Anse Verte, sur les battures de l'Île Ronde, du fleuve Saint-Laurent, au village de la municipalité de L'Isle-Verte, face à l'Île Verte, située à 5,1 km de la rive. Cette confluence est située à 2,9 km au nord-est du centre du village de L'Isle-Verte.

## Toponymie
Le toponyme rivière à Girard a été officialisé le 4 décembre 1980 à la Commission de toponymie du Québec.